# 黒瀬寛幸
黒瀬 寛幸（くろせ ひろゆき、1977年 - ）は、日本のミュージシャン。エレクトリックベース ウクレレ奏者。宮城県柴田郡柴田町出身、名取市在住。国立仙台高等専門学校(旧宮城工業高等専門学校)卒業。

## プロフィール
12歳でベースを手にし、20歳でウクレレを手にする。ファンク・フュージョンでベースに目覚めジャズ、ラテンミュージックを得意とする。
TMF '95 全国大会オーディエンス大賞受賞等、その他多数のコンテストで賞を受賞。桜井哲夫、鈴木宏幸、深井克則に師事。バークリー音楽院の奨学金オーディションに合格し渡米するも同時多発テロによって帰国。現在は専門学校、ミュージックスクール等にてベース科、ウクレレ科、音楽理論科、アンサンブル等において教鞭を執る。ゲームミュージック、舞台音楽に演奏、作曲者として参加、セッション、レコーディング、バンドプロデュース、楽曲提供、演奏等で活動する傍らヤマハミュージックパブリッシング A&Rディレクター就任をきっかけとして新人発掘にも傾倒する。
映画『つるしびな』のテーマ曲、挿入曲も担当しつつ音楽監督としてかかわる。

## メディア
リットーミュージック社、ベースマガジン紙に多く寄稿。
2013年4月号 My Dear Bass Vol.243にて掲載

## 参加作品
- Rake 「Fly Away」
- Rake  「世界は今日も僕らをのせてまわる」
- Rake 「愛の花」
- Rake 「Sweet bitter days」
- Rake 「桜並木の下で」
- Rake 「輝く明日へ」
- Splash! 「世界は女の子が変える」
- Splash!  「初恋占い60％」
- ほしのあすか 「チョコ曜日」
- 山本直子 「Rainy Jorny」
- 山本直子 「Dive」
- 山本直子 「Flying Birds」